# Großsteingrab Steendyssen 2
Das Großsteingrab Steendyssen 2 war eine megalithische Grabanlage der jungsteinzeitlichen Nordgruppe der Trichterbecherkultur im Kirchspiel Blistrup in der dänischen Kommune Gribskov. Es wurde 1933 zerstört.

## Lage
Das Grab lag südlich von Smidstrup auf einem Feld nördlich des Ebholmvej. Wenige Meter südwestlich lag das Großsteingrab Steendyssen 1. In der näheren Umgebung gibt bzw. gab es zahlreiche weitere megalithische Grabanlagen. Erhalten sind noch der Ølshøj und der Digeshøi.

## Forschungsgeschichte
Das Grab wurde 1886 von Mitarbeitern des Dänischen Nationalmuseums dokumentiert. Bei einer erneuten Aufnahme der Fundstelle im Jahr 1937 wurde festgestellt, dass die Anlage 1933 zerstört worden war.

## Beschreibung
Die Anlage besaß eine nordnordost-südsüdwestlich orientierte ovale, vielleicht ursprünglich runde Hügelschüttung mit einer Länge von 30 Fuß (ca. 9,4 m) und einer Breite von 22 Fuß (ca. 6,9 m). Von der Umfassung waren 1886 noch 11 Steine erhalten; einige waren umgestürzt. In der Mitte des Hügels lagen zwölf Steine in Unordnung umher. Sie ließen keine Rückschlüsse auf die Maße und das genaue Aussehen der Grabkammer mehr zu.